# Влада Поповић
Влада Поповић (Нови Сад, 10. новембар 1911 – Нови Сад, 4. децембар 1999) био је српски и југословенски оперски певач, баритон, позоришни публицистa, правник и еминентни културни и позоришни радник. Отац му се звао Теодор и био је земљораник, а мајка Милица Поповић рођ. Сремчевић. Са супругом Смиљом рођ. Шијачки имао је сина Теодора. Основну школу и гимназију је завршио у Новом Саду (1929), а правни факултет је уписао у Београду и завршио у Загребу (1937).

## Склоности и образовање
Од ране младости је био склон музици и певању. Био је солиста гимназијског хора, прво као сопран, а касније као баритон. Диригент хора, Светолик Пашћан, водио је тада најбољи средњошколски хор у земљи. Влада Поповић је учио певање приватно, од 1930. до 1936, код познатих педагога Николаја Баранова и Надежде Архипове. Тада је наступао на многим добротворним концертима, али и на репрезентативном приказу музичког живота Новог Сада преко Радио Београда.
Као адвокатски приправник радио је од 1937. до 1941. и обавезни стаж је стекао у суду. 1938. је изабран за првог секретара Удружења адвокатских приправника. Активно је учествовао у омладинском покрету - ОМПОК-у, а у Просветно-издавачкој задрузи Змај је био члан управе. Током Другог светског рата није радио у струци, већ је сарађивао са Народно ослободилачким покретом. Oд 1943, био је у илегали.

## Оперски певач и културни радник
Након ослобођења, Влада Поповић је почео да ради у Повереништву за просвету и културу као референт за позориште и музику (1844-1846), да би 1846. постао в. д. управника Српског народног позоришта, а после краћег времена драматург и директор Драме. Од августа 1948. до краја маја 1950, био је директор Државне позоришне школе. Главни уредник листа Наша сцена, био је у периоду од 1950. до 1954. године.
Поред наведених обавеза, солиста Опере Српског народног позоришта је постао 1948. године. Дебитовао је у улози Жоржа Жермона у Вердијевој опери Травијата. Оперски стаж је текао до 1967. године и у том периоду се остварио као лирски или драмски баритон у 28 улога.
Био је веома цењен и омиљени солиста због меког гласа, јасне дикције и сугестивне изражајности са високом дозом лиризма и префињене осећајности садржаном у правом мушком гласу.
Бивајући испуњен професијом којој је увек тежио, паралелно је и даље радио послове од велике одговорности у самом позоришту. Тако је поново био в. д. директора Драме СНП-а (1953-1954), затим в. д. директора Опере (1958-1962), а када је завршио каријеру оперског певача, све до одласка у пензију, био је стални директор Драме (1967-1969).

## Сведочења колега и савременика
Милош Хаџић, управник СНП-а је о њему рекао следеће: „Његово понашање у позоришту увек је било узор чистоте, лепоте, ненаметљивости, скромности, али такве пасионоране истрајности и разумевања ствари да само слеп то може пренебрегнути”. Редитељ Бора Ханауска је сведочио о томе да је Влада Поповић у узбуркани позоришни живот уносио радну хармоничност, а Дејан Мијач је истицао квалитет његовог опхођења са људима: „Његово време није било време руковођења, него време пријатељског бдења и стрпљивог истрајавања, и време пробраног укуса”. Радован Поповић је оценио да је он био и један од најдаровитијих позоришних писаца-фељтониста и портретиста.

## Остали послови и активности
- Припремио је заједно са Петром Марјановићем, музичко сценску панораму: Новосадска променада, која је на сцени СНП-а извођена преко сто пута;
- Уредио је споменицу о 25-годишњици обнављања Опере СНП-а;
- Био је члан редакција: Војвођанске сцене, Позоришта и Савеза аматерских позоришта Војводине. Писао је чланке, критике, есеје, дневничке белешке и записе о драмским и оперским представама, о утисцима са оперских представа у Милану, Болоњи, Риму и Паризу, о музичком животу Новог Сада у прошлости, износио је своја запажања о глуми и глумцима, о певању и певачима.[2] Већи део тих текстова је сабрао у књизи Записи из позоришта (Нови Сад : Српско народно позориште, 1982).

## Друштвени радник
- Биран је за одборника Скупштине општине и за посланика Просветно-културног већа Скупштине Војводине;
- био је потпредседник управе Савеза аматерских позоришта;Биста Владе Поповића, рад Богдана Шупута. Биста је музејска грађа Позоришног музеја Војводине, део легата Владе Поповића
- био је стални члан-сарадник Матице српске, члан њеног Управног одбора (1956-1979) и Савета (1987-1991);
- налазио се међу оснивачима Стеријиног позорја и
- био је члан Главног одбора и посленик Југословенских позоришних игара (1956-1979)

## Награде
- Октобарска награда Града Новог Сада (1966);
- Златна медаља СНП-а "Јован Ђорђевић" (1974);
- Плакете Стеријиног позорја;
- Искре културе Завода за културу Војводине;
- Златне значке Културно-просветне заједнице Србије;
- Дипломе Заједнице професионалних позоришта Војводине (1980);
- Дипломе Матице српске;
- Орден рада са златним венцем (1961);
- Био је почасни члан Удружења музичких уметника Војводине.

## Легат Позоришном музеју Војводине
Сав радни материјал који је оставио за собом, сву ту импозантну грађу, као и стручну театролошку библиотеку, белешке, кореспонденцију, позоришне програме и плакате, грамофонске плоче и другу бројну оставштину завештао је Позоришном музеју Војводине. Његов син, Теодор Поповић, поклонио је Музеју очеву библиотеку са више од 1 100 наслова међу којима се налазе и стара и ретка издања. Легат Владе Поповића је уједно и највећи легат Позоришног музеја Војводине.